# Monecphora brunneorubra
Monecphora brunneorubra är en insektsart som beskrevs av Victor Lallemand 1927. Monecphora brunneorubra ingår i släktet Monecphora och familjen spottstritar. Inga underarter finns listade i Catalogue of Life.